# Caélif
 (février 2014).
Si vous disposez d'ouvrages ou d'articles de référence ou si vous connaissez des sites web de qualité traitant du thème abordé ici, merci de compléter l'article en donnant les références utiles à sa vérifiabilité et en les liant à la section « Notes et références ».
Le Caélif Étudiant-e-s LGBT (anciennement appelé Collectif des Associations Étudiantes LGBT d'Ile-de-France) est une inter-associative étudiante apolitique créée en 2001, qui rassemble les associations LGBT des grandes écoles, instituts et universités de Paris et sa région. 
Le but du Caélif est de lutter contre les discriminations liées à l’orientation sexuelle et à l’identité de genre dans l’enseignement supérieur.
Le Caélif est membre d'Animafac . 

## Histoire

### Création et développement
Le Caélif est une association fondée en septembre 2001, du désir commun d’associations étudiantes LGBT de se rencontrer pour partager leurs expériences et mutualiser leurs moyens. Le collectif réunit à ses débuts les premières associations étudiantes LGBT de région parisienne nées entre la fin des années 1990 et le début des années 2000 dans les grandes écoles (In&Out à HEC, Mousse à Sciences Po, XY à Polytechnique, Homonormalités à l'ENS Ulm, Clash à l'ENS Cachan, Escape à l'ESCP...) et dans les universités (Dégel! à Jussieu, Etudions gayment! à Nanterre, HBO à Orsay...).
En juin 2003, le Caélif participe pour la première fois à la Marche des fiertés de Paris.   
Le 14 février 2004, le collectif lance sa première campagne de sensibilisation en milieu étudiant à l’occasion de la Saint-Valentin[réf. nécessaire].   
Le 27 avril 2004, le Caélif lance la « Journée Nationale Étudiante de Lutte Contre l’Homophobie »,. Louis-Georges Tin lance l'année suivante, le 17 mai 2005, la Journée mondiale de lutte contre l'homophobie. Le Caelif se rattache à cet événement puis relaiera dès lors cette journée en milieu étudiant. 

### Réouverture du Caélif en 2008
À la suite de l'impossibilité de renouveler son bureau, le Caélif est mis en sommeil. En 2008, le collectif est relancé sous le nom de Caélif Interasso à l'initiative des associations étudiantes LGBT des grandes écoles. 
Depuis 2009, le Caélif participe à plusieurs campagnes de sensibilisation : Journée mondiale de lutte contre le sida, Saint-Valentin ,,, Journées Nationales de Prévention du Suicide, Journée mondiale de lutte contre l'homophobie,,, etc. 
Au printemps 2010, le Caélif lance avec SOS Homophobie une enquête sur les représentations de l’homosexualité dans le milieu étudiant dont les résultats seront diffusés début 2011 ,,.

### Organisation
Le Caélif Étudiant-e-s LGBT est un collectif constitué de membres, associations loi 1901 ou clubs BDE, regroupés dans le Conseil des Associations. Ce dernier élit un bureau lors de l'assemblée générale.

## Jeunes pour l’Égalité

### Présidentielles 2012
Au printemps 2011, le collectif invite plusieurs personnalités politiques dont Eva Joly, Pierre-Yves Bournazel, Brigitte Girardin et Ian Brossat pour un débat dont le thème central est la place de la thématique LGBT dans l'élection présidentielle.

### Mariage pour tous
Le 18 novembre, le Caélif organise un sit in protestataire pacifiste autorisé, place Saint Michel à Paris, en partenariat avec le MAG jeunes LGBT, le GLUP et le collectif Barbi(e)turix.
En 2013 le Caélif lance une série d'infographies sur le mariage, la famille pour contrer la campagne des opposants au mariage pour tous, et brosse un portrait vidéo de personnalités du monde militant et d'anonymes.

## Associations membres du Caélif en 2021
| Association étudiante LGBT | Établissement d'enseignement supérieur |
| -------------------------- | -------------------------------------- |
| Taboo                      | ENSTA                                  |
| Nuances                    | Centrale-Supélec                       |
| Closet Club                | Supoptique                             |
| ESCAPE ESCP                | ESCP Business School                   |
| Unite ESSEC                | ESSEC                                  |
| La 5e parallèle            | ENS Cachan                             |
| LGBTP                      | ESTP                                   |
| GLAM                       | Mines Paris Tech                       |
| Queer As Ponts             | Ponts et Chaussées                     |
| In&Out                     | HEC Paris                              |
| sorb'Out                   | Panthéon Sorbonne                      |
| Equal                      | Sciences Po                            |
| XY                         | École Polytechnique                    |
| Symbioz                    | SupBiotech                             |
| Iésegalité                 | IÉSEG                                  |
| Assas LGBT+                | Université Panthéon-Assas              |
| E-Fierté                   | Efrei Paris                            |
| Alfier.e.s Véto            | École nationale vétérinaire d'Alfort   |